# Masud Alioglu
Masud Ali oglu Valiyev (en azerí: Məsud Əli oğlu Vəliyev; 5 de octubre de 1928, Mahmudlu – 23 de junio de 1973, Bakú) fue un escritor azerbaiyano. Doctor en Filología.

## Biografía
Masud Alioglu nació el 5 de octubre de 1928 en el pueblo de Mahmudlu, en el distrito de Gubadli. En 1946, ingresó en la Facultad de Filología de la Universidad Estatal de Azerbaiyán. Tras graduarse, inició sus actividades científicas en el Instituto de Literatura Nizami de la Academia de Ciencias de Azerbaiyán. A los 27 años, fue galardonado con el grado de candidato en Ciencias filológicas por su trabajo de investigación “El tema de la guerra civil en nuestra prosa”, a los 40 años, fue galardonado con el grado de doctor en Ciencias filológicas por el trabajo de investigación titulada “Caminos para el desarrollo de la prosa soviética de Azerbaiyán”.
Autor de más de 100 artículos, monografías y valiosos libros que destacan la obra de escritores como Nizami, Fuzuli, M. F. Akhundov, N. Vazirov, S. S. Akhundov, A. Hagverdiyev, J. Mammadguluzada, M. A. Sabir, M. Hadi, H. Javid, Y. V. Chamanzaminli, Sheykh Mahammad Khiyabani, Shakhriyar y otros.
Es autor de la primera serie de artículos y de la monografía fundamental "Huseyin Javid", cuyas obras fueron prohibidas en la época soviética.
Masud Alioglu vivió solo 44 años y falleció el 23 de junio de 1973 en la ciudad de Bakú.

## Su familia
El hijo del Escritor Nacional Ali Valiyev y padre de la escritora Afag Masud.

## Libros
- La dramaturgia de J. Mammadguluzada — Azarnashr, 1954
- S. S. Akhundov — Azarnashr, 1956
- Los amigos de la ideología – Azarnashr, 1961[5]
- Rasul Rza – Azarnashr, 1960
- El hombre nuevo en la literatura — Azarnashr, 1964[5]
- Los hermanos de la ideología – Azarnashr, 1966[5]
- Los pensamientos del crítico – Azarnashr, 1968
- Los fragmentos literarios – Azarnashr, 1974[5]
- El romanticismo de H. Javid – Azarnashr, 1975
- La idea y el arte – Escritor, 1980[5]
- Amor y heroísmo – Escritor, 1979[5]
- La gente que echa de menos (en dos volúmenes) – Ciencia y educación, 2009[5]
- La gente que echa de menos (Obras seleccionadas). Bakú, “Educación” – 2018, 792 p. ISBN 978-9952-518-05-4